# Рада старшини
Рада старшини — один з органів центральної влади в гетьманській Україні 1648—1781 pp., що діяв нарівні з владою гетьмана та Генеральної Військової Ради.
Компетенція цих органів не була чітко розділеною поміж ними. Крім найважливіших питань законодавчого, адміністративного і судового порядку, Рада старшини спеціально розглядала проблеми упорядження державних фінансів. Рада старшини постійно збиралася як збори генеральної старшини при гетьмані; часом на ці наради запрошувалися і полковники. Широкі з'їзди старшинських рад збиралися в гетьманській резиденції на Різдвяні й Великодні свята, а також свято Покрови, яке було храмовим на Запорізькій Січі. У цих з'їздах брали участь полкові делегації з полкової старшини, сотників і значного військового товариства. Представники цього останнього не раз вибиралися для участі у з'їздах старшини.
Колегія генеральних старшин виконувала функції дорадчого органу при гетьманові, що ґрунтувалося на усталених традиціях Української козацької держави. Конституція 1710 року закріпила норму про обов’язкову участь генеральних старшин у розгляді найважливіших державних («генеральних») питань. Їхній вплив особливо посилювався в періоди безгетьманства. У такі часи іноді керівництво державою до обрання нового гетьмана переходило до колегії генеральних старшин, до складу якої входили генеральний обозний, двоє генеральних суддів та генеральний писар. В інших випадках владу перебравала до своїх рук найавторитетніша особа серед генеральних старшин — здебільшого це був генеральний обозний.